# Konferencja w Jełowej
Konferencja w Jełowej (niem. Jellowa, a od 1936 Ilnau) – spotkanie najwyższych dostojników III Rzeszy 12 września 1939, w miejscowości Jełowa pod Opolem (wówczas III Rzesza). Na spotkaniu zapadły pierwsze decyzje dotyczące podbitych ziem polskich oraz w kwestii ukraińskiej (Legion Ukraiński). 
Narada miała także związek z ociąganiem się strony radzieckiej z wykonaniem zobowiązań sojuszniczych względem III Rzeszy oraz z niepowodzeniami strony niemieckiej związanej ze stratami poniesionymi w wyniku bitwy nad Bzurą. W obradach toczonych w pociągu Adolfa Hitlera („Sonderzug des Führers”) uczestniczyli: Joachim von Ribbentrop, gen. Wilhelm Keitel, adm. Wilhelm Canaris i płk Erwin Lahousen. W trakcie konferencji gen. Keitel przedstawił trzy plany rozwiązania problemu polskiego:
1. Podział ziem polskich między Związek Radziecki a Niemcy wzdłuż linii Narew-Wisła-San.
2. Utworzenie małego państewka polskiego, którego władze zmuszone byłyby podpisać pokój z Niemcami.
3. a. Oddanie Litwie Wileńszczyzny.
b. Utworzenie, za zgodą Rosjan, odrębnego ukraińskiego państwa z terenów Galicji i tzw. „polskiej Ukrainy”.

Jednocześnie zakładano, iż w razie realizacji tego rozwiązania Ukraińcy zrezygnują z aspiracji do Ukrainy Radzieckiej oraz że rękami OUN uda się zniszczyć Żydów i Polaków. W Ilnau Hitler miał także zapowiedzieć zniszczenie polskiej szlachty i duchowieństwa jako warstw przywódczych (w swym przemówieniu Hitler określił to jako „Polityczne oczyszczanie gruntu – Politische Flurbereinigung” ) oraz bombardowanie Warszawy.

## Literatura
- Kriegstagebuchaufzeichnung des Admirals Canaris über die Konferenz im Führerzug in Ilnau am 12. September 1939, w: André Brissaud, Canaris. Eine Biographie, Frankfurt am Main 1988, ISBN 978-3-88199-466-8